# Liste der Kulturgüter in Unterschächen
Die Liste der Kulturgüter in Unterschächen enthält alle Objekte in der Gemeinde Unterschächen im Kanton Uri, die gemäss der Haager Konvention zum Schutz von Kulturgut bei bewaffneten Konflikten, dem Bundesgesetz vom 20. Juni 2014 über den Schutz der Kulturgüter bei bewaffneten Konflikten sowie der Verordnung vom 29. Oktober 2014 über den Schutz der Kulturgüter bei bewaffneten Konflikten unter Schutz stehen.
Objekte der Kategorien A und B sind vollständig in der Liste enthalten, Objekte der Kategorie C fehlen zurzeit (Stand: 1. Januar 2023).

## Kulturgüter
| Foto |                                                                                              | Objekt                                                            | Kat. | Typ | Standort                                    | Beschreibung |
| ---- | -------------------------------------------------------------------------------------------- | ----------------------------------------------------------------- | ---- | --- | ------------------------------------------- | ------------ |
| ja   | Datei hochladen · Wikidata zu Sägerei (Q29527630)                                            | Sägerei KGS-Nr.: 05878                                            | A    | G   | Bielen 58 701609 / 190560                   |              |
| ja   | Datei hochladen · Wikidata zu Katholische Kirche St. Theodul mit Beinhauskapelle (Q29890440) | Katholische Kirche St. Theodul mit Beinhauskapelle KGS-Nr.: 05879 | B    | G   | Ahöri 9, Kirchenstrasse 9.1 701453 / 191179 |              |
| ja   | Datei hochladen · Wikidata zu Kapelle St. Anna (Q29890439)                                   | Kapelle St. Anna KGS-Nr.: 05880                                   | B    | G   | Schwanden 3 702939 / 191270                 |              |
| ja   | Datei hochladen · Wikidata zu Wohnhaus Stüssihofstatt (Q29890442)                            | Wohnhaus Stüssihofstatt KGS-Nr.: 11576                            | B    | G   | Stüssihofstatt 1 701611 / 190984            |              |
| ja   | Datei hochladen · Wikidata zu Hotel Posthaus (Q29890437)                                     | Hotel Posthaus KGS-Nr.: 11579                                     | B    | G   | Urigen 4 700607 / 192003                    |              |
| BW   | Datei hochladen · Wikidata zu Hof Bodenbergli (Q29890435)                                    | Hof Bodenbergli KGS-Nr.: 11580                                    | B    | G   | Bodenbergli 1 700820 / 192345               |              |